# 필립 헬퀴스트
필립 헬퀴스트(1991년 5월 21일 ~ )는 스웨덴의 축구 선수이다. 포지션은 공격수이다. 2020년 K리그2의 충남 아산 축구단 소속 당시, 방송 '어서와 한국은 처음이지'에 아르민 무야키치와 함께 출연 하였다.